# Internazionali d'Italia 1956 - Singolare femminile
Il singolare femminile del torneo di tennis Internazionali d'Italia 1956, ha avuto come vincitrice Althea Gibson che ha battuto in finale Zsuzsa Körmöczy con il punteggio di 6–3 7–5.

## Tabellone

### Legenda
| - Q = Qualificato - WC = Wild card - LL = Lucky loser | - ALT = Alternate - SE = Special Exempt - PR = Protected Ranking | - w/o = Walkover - r = Ritirato - d = Squalificato |

### Fase finale
|  | Quarti di finale      | Quarti di finale      | Quarti di finale      | Quarti di finale | Quarti di finale |  |  | Semifinali      | Semifinali      | Semifinali      | Semifinali      | Semifinali      |   |   | Finale        | Finale        | Finale        | Finale | Finale |  |
|  |                       |                       |                       |                  |                  |  |  |                 |                 |                 |                 |                 |   |   |               |               |               |        |        |  |
|  | Althea Gibson         | Althea Gibson         | Althea Gibson         | 6                | 6                |  |  |                 |                 |                 |                 |                 |   |   |               |               |               |        |        |  |
|  | Barbara Davidson      | Barbara Davidson      | Barbara Davidson      | 3                | 3                |  |  | Althea Gibson   | Althea Gibson   | 7               | 3               | 6               |   |   |               |               |               |        |        |  |
|  | Shirley Bloomer       | Shirley Bloomer       | 5                     | 6                | 6                |  |  | Shirley Bloomer | Shirley Bloomer | 5               | 6               | 4               |   |   |               |               |               |        |        |  |
|  | Thelma Long           | Thelma Long           | 7                     | 1                | 1                |  |  |                 |                 |                 |                 |                 |   |   | Althea Gibson | Althea Gibson | Althea Gibson | 6      | 7      |  |
|  | Zsuzsa Körmöczy       | Zsuzsa Körmöczy       | Zsuzsa Körmöczy       | 6                | 6                |  |  |                 |                 | Zsuzsa Körmöczy | Zsuzsa Körmöczy | Zsuzsa Körmöczy | 3 | 5 |               |               |               |        |        |  |
|  | Patricia Ward         | Patricia Ward         | Patricia Ward         | 1                | 3                |  |  | Zsuzsa Körmöczy | Zsuzsa Körmöczy | 6               | 7               | 6               |   |   |               |               |               |        |        |  |
|  | Angela Buxton         | Angela Buxton         | Angela Buxton         | 6                | 6                |  |  | Angela Buxton   | Angela Buxton   | 2               | 9               | 1               |   |   |               |               |               |        |        |  |
|  | Maria Chiara Ramorino | Maria Chiara Ramorino | Maria Chiara Ramorino | 3                | 3                |  |  |                 |                 |                 |                 |                 |   |   |               |               |               |        |        |  |